# Centre de Flacq
Centre de Flacq – miasto na Mauritiusie; 16 134 mieszkańców (2014). Przemysł spożywczy.